# Lomax punctulata
Lomax es un género monotípico de orquídeas epifitas. Su única especie: Lomax punctulata (Rchb.f.) Luer, Monogr. Syst. Bot. Missouri Bot. Gard. 105: 88 (2006), es originaria de Centroamérica donde se encuentra en Costa Rica, Guatemala, Honduras y Colombia. 
Este género fue considerado una vez como parte integrante de Pleurothallis y, desde su publicación en el 2004, es un género segregado, aunque aún no está aceptado de forma unánime.

## Sinonimia
- Physosiphon punctulatus Rchb.f., Bot. Zeitung (Berlin) 24: 385 (1866).
- Stelis punctulata (Rchb.f.) Soto Arenas, Icon. Orchid. 5-6: t. 690 (2002 publ. 2003).[1]